# Нижняя пермь
Нижняя пермь — первая эпоха (нижний отдел) пермской системы палеозоя в Общей стратиграфической шкале России, соответствует предуральской подсистеме в тетисной и Международной шкалах.
Изначально (А. П. Карпинский (1874), А. А. Штукенберг (1890), В. Е. Руженцев (1936, 1954) делилась на четыре века (яруса): ассельский, сакмарский, артинский и кунгурский. Однако с 1990-х гг под влиянием трёхзвенного деления пермского периода в Международной стратиграфической шкале и, одновременно учитывая непропорциональность такого деления, было предложено дополнительно разделить нижнепермский отдел в ранге подсистемы на два именованных отдела (Э. Я. Левен (2001), Т. А. Грунт, 2004).
На данное время нижнепермская (предуральская) подсистема делится на два отдела (эпохи): уральский и предтиманский, которому в тетисной шкале соответствует дарвазский отдел.
Ассельский и сакмарский ярусы (века) относятся к уральскому отделу.
Артинский и кунгурский ярусы, которым в тетисной шкале соответствуют яхташский и болорский ярусы, относятся к предтиманскому отделу.